# Новая Казанка (Пермский край)
Новая Казанка — деревня в Бардымском районе Пермского края. Входит в состав Тюндюковского сельского поселения.
По результатам переписи 2010 года численность населения составила 128 человек, в том числе 59 мужчин и 69 женщин.
В 2005 году численность населения составляла 207 человек.
Находится примерно в 23 км к югу от центра села Барда.